# Post-grunge
Post grunge (også kaldet efter grunge) er en undergenre af alternativ rock og opstod i midten af 90'erne som et derivativ af grunge genren.
| Musik | Spire Denne musikartikel er en spire som bør udbygges. Du er velkommen til at hjælpe Wikipedia ved at udvide den. |